# Baltic League (hokej na lodzie)
Baltic League (Liga Bałtycka) – dawna liga hokejowa na lodzie, w której uczestniczyły drużyny z Litwy, Łotwy i Estonii. Jedyna edycja odbyła się w sezonie 2000/2001. Był to prekursor Baltic Cup, który odbył się w sezonie 2004–2005.

## Sezon 2000/2001

### Pierwsza runda
W pierwszej rundzie uczestniczyło pięć drużyn. Zostały one podzielone na dwie grupy; A, w której były trzy drużyny i B, którą tworzyły dwa zespoły.
W grupie A znajdowały się dwa kluby łotewskie i jeden estoński. Zwyciężyła w niej łotewska drużyna HK Riga 2000 z dorobkiem szesnastopunktowym. Druga z siedmioma punktami była estońska drużyna Kohtla-Järve Central, a trzecia łotewska HK Prizma Ryga.
W grupie B udział brała drużyna z Litwy SC Energija i łotewski klub Liepājas Metalurgs. Zwyciężyła drużyna z Łotwy zdobywając cztery punkty (wygrała oba mecze).
| Legenda |                        |
|         | Awans do finału        |
|         | Mecz o trzecie miejsce |

Grupa A
|    | Klub                 | M | Z | R | P | Bramki | Pkt. |
| -- | -------------------- | - | - | - | - | ------ | ---- |
| 1. | HK Riga 2000         | 8 | 8 | 0 | 0 | 35:12  | 16   |
| 2. | Kohtla-Järve Central | 8 | 3 | 1 | 4 | 32:33  | 7    |
| 3. | HK Prizma Ryga       | 8 | 0 | 1 | 7 | 17:39  | 1    |

Grupa B
|    | Klub               | M | Z | R | P | Bramki | Pkt. |
| -- | ------------------ | - | - | - | - | ------ | ---- |
| 1. | Liepājas Metalurgs | 2 | 2 | 0 | 0 | 11:7   | 4    |
| 2. | SC Energija        | 2 | 0 | 0 | 2 | 7:11   | 0    |

### Runda finałowa
W meczu o trzecie miejsce rywalizował estoński Kohtla-Järve Central i litewski SC Energija. w pierwszym meczu padł remis 3:3. W drugim meczu zwyciężyła drużyna estońska pokonują litewską 7:4, tym samym zajmując 3. miejsce.
We finale rywalizowały dwa kluby z Łotwy; Liepājas Metalurgs i HK Riga 2000. Rywalizacja toczyła się do dwóch zwycięstw. Pierwszy mecz wygrała 0:1 HK Riga 2000. w drugim meczu lepsza była HK Liepājas Metalurgs wygrywając 4:1. W ostatnim meczu wygrała drużyna HK Liepājas Metalurgs 1:0, zwyciężając tym samym w lidze.
Mecz o 3. miejsce
|  | Kohtla-Järve Central | 3:3 | SC Energija |  |

| Szczegóły | Szczegóły | Szczegóły | Szczegóły | Szczegóły |
| --------- | --------- | --------- | --------- | --------- |
|           |           |           |           |           |

|  | Kohtla-Järve Central | 7:4 | SC Energija |  |

| Szczegóły | Szczegóły | Szczegóły | Szczegóły | Szczegóły |
| --------- | --------- | --------- | --------- | --------- |
|           |           |           |           |           |

Finał
|  | Liepājas Metalurgs | 0:1 | HK Riga 2000 |  |

| Szczegóły | Szczegóły | Szczegóły | Szczegóły | Szczegóły |
| --------- | --------- | --------- | --------- | --------- |
|           |           |           |           |           |

|  | Liepājas Metalurgs | 4:1 | HK Riga 2000 |  |

| Szczegóły | Szczegóły | Szczegóły | Szczegóły | Szczegóły |
| --------- | --------- | --------- | --------- | --------- |
|           |           |           |           |           |

|  | Liepājas Metalurgs | 1:0 | HK Riga 2000 |  |

| Szczegóły | Szczegóły | Szczegóły | Szczegóły | Szczegóły |
| --------- | --------- | --------- | --------- | --------- |
|           |           |           |           |           |